# ЭПЛ2Т
Электропоезд ЭПЛ2Т (укр. ЕПЛ2Т) — серия украинских электропоездов постоянного тока, строившихся с 2000 по 2008 год.
Общее заводское обозначение серии можно записать как 62-515, заводские обозначения вагонов:
- прицепной головной вагон (Пг) — 62-517;
- моторный промежуточный вагон (Мп) — 62-516;
- прицепной промежуточный вагон (Пп) — 62-518.

## Общие сведения
Электропоезд производился на Луганском тепловозостроительном заводе. Электропоезд мощностью 4×240 кВт предназначен для перевозки пассажиров на электрифицированных участках железных дорог с номинальным напряжением в контактной сети 3000 В постоянного тока в районах с умеренным климатом.
Основная составность электропоезда - восемь вагонов: 2 головных, 4 моторных и 2 прицепных (Г-М-П-М-М-П-М-Г).

## Конструкция

### Кузов
Кузов вагона и настил рамы выполнены из нержавеющей стали. Между вагонами находятся закрытые переходные площадки баллонного типа, обеспечивающие безопасный переход пассажиров из вагона в вагон.
Вагоны электропоезда оборудованы автосцепкой. Компоновка кузова является частично заимствованной с советских электропоездов типов ЭР11/ЭР22: головной вагон имеет с каждой стороны по две, а пассажирский вагон — по три наружные раздвижные двери, дистанционно управляемые машинистом. Внутренние раздвижные двери самозакрывающиеся. Окна вагонов — блочного типа из безосколочного стекла.

### Тележки
Тележка моторного вагона двухосная с двойным рессорным подвешиванием: буксовым бесчелюстным с фрикционными гасителями колебаний и центральным люлечным подвешиванием с гидравлическими гасителями колебаний. Тяговый привод имеет комбинированное подвешивание (тяговый двигатель — опорно-рамное; редуктор — опорно-осевое).
Поддерживающая тележка головного и прицепного вагонов двухосная, бесчелюстная с двухступенчатым рессорным подвешиванием. Кузовное подвешивание выполнено пружинным типа «Флексикойл».
Двухступенчатое рессорное подвешивание обеспечивает плавность хода и комфорт пассажиров.

### Электрооборудование
На электропоезде используются ТЭД постоянного тока. Электропоезд оборудован электрическим, электропневматическим, пневматическим, ручным тормозами.

### Пассажирский салон

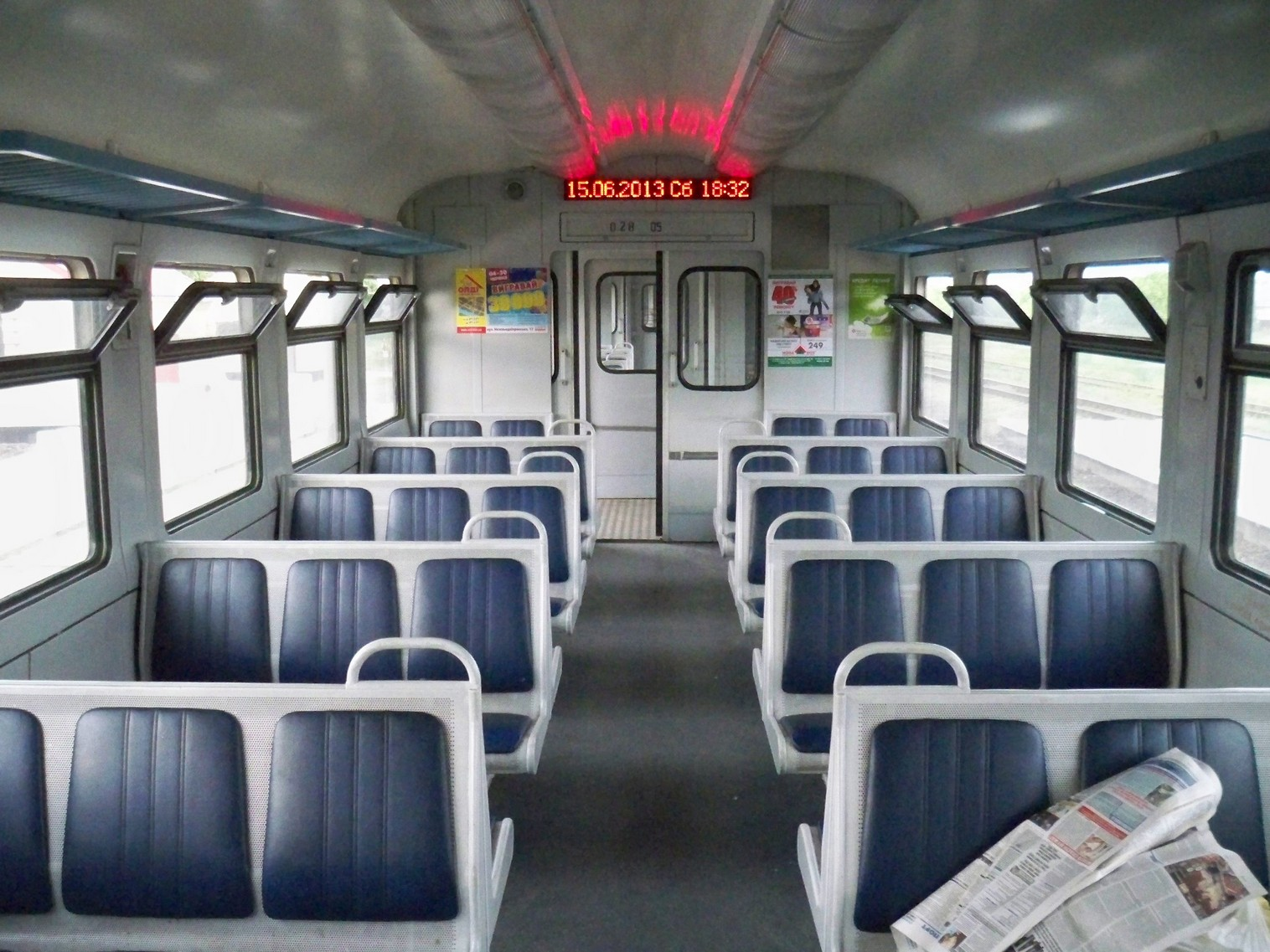
Салон электропоезда ЭПЛ2Т

Пассажирские салоны вместительны, оборудованы полумягкими сиденьями (предусмотрена установка мягких и жестких сидений), радиовещательной аппаратурой; на боковых стенах расположены багажные полки, в простенках окон - вешалочные крючки.
Планировка пассажирских салонов, размеры и расположение сидений, дверей и подножек обеспечивают максимально возможную интенсивность пассажирообмена при посадке-высадке.
Отопительная система и теплоизоляция помещений обеспечивают в электропоезде в холодное время автоматическое поддержание средней температуры воздуха +15 °С. В салонах вагонов предусмотрена естественная и приточная вентиляция; в туалетных помещениях - вытяжная и принудительная вентиляция.
Электропоезд оборудован автоматической системой пожарной сигнализации, реагирующей на тепло и дым.
Освещение пассажирских салонов, кабины машиниста, тамбуров машинного отделения и туалетов обеспечивается люминесцентными лампами.
Предусмотрено дежурное освещение в пассажирских салонах, тамбурах и туалетах лампами накаливания. Для экстренного торможения в аварийной ситуации в тамбурах и салонах установлены стоп-краны.

## Выпуск и эксплуатация
Электропоезда ЭПЛ2Т эксплуатируются только на железных дорогах Украины. Первый ЭПЛ2Т был построен 24 октября 2000 года в восьмивагонной составности. Их серийное производство начато в 2001 году, на сегодняшний момент (июль 2013 г.) фактически остановлено (последний поезд ЭПЛ2Т-035 выпущен в 2008 году). Постройка ЭПЛ2Т №036 была прервана в ноябре 2008 года из-за финансового кризиса (все 8 вагонов были построены в металле в полном объёме, за исключением тележек) и на сегодняшний день электропоезд стоит в одном из неработающих цехов завода. Одновременно с ЭПЛ2Т в 2001–2008 годах Луганским заводом выпускались аналогичные поезда переменного тока ЭПЛ9Т (всего выпущено 15 поездов).
- Отправление электропоезда ЭПЛ2Т-016
- Прибытие электропоезда ЭПЛ2Т-034 на ст. Диевка

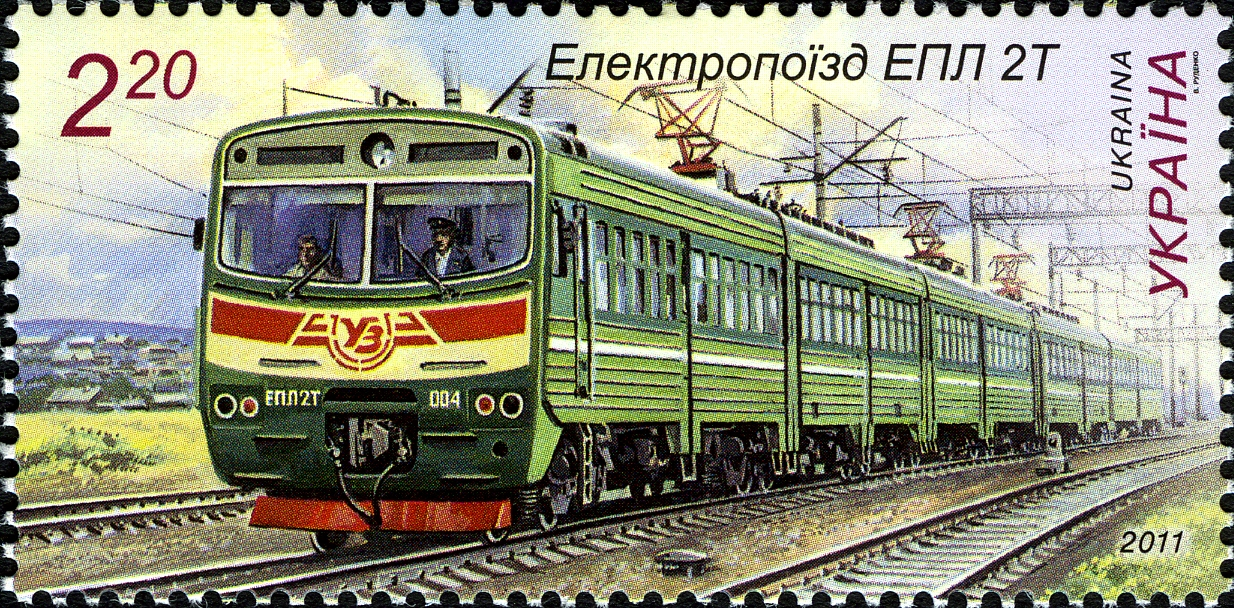
Марка Украины "Электропоезд ЭПЛ2Т». Серия «Локомотивостроение в Украине».
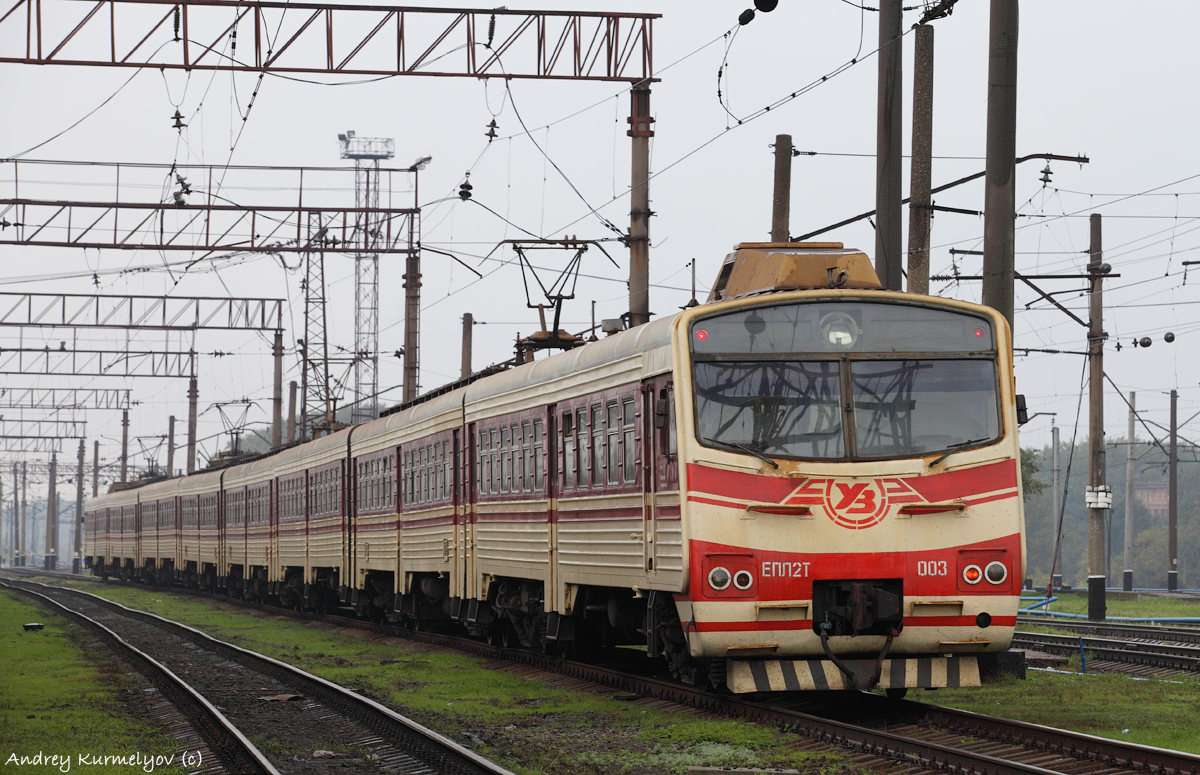
ЭПЛ2Т-003 на станции  Ясиноватая
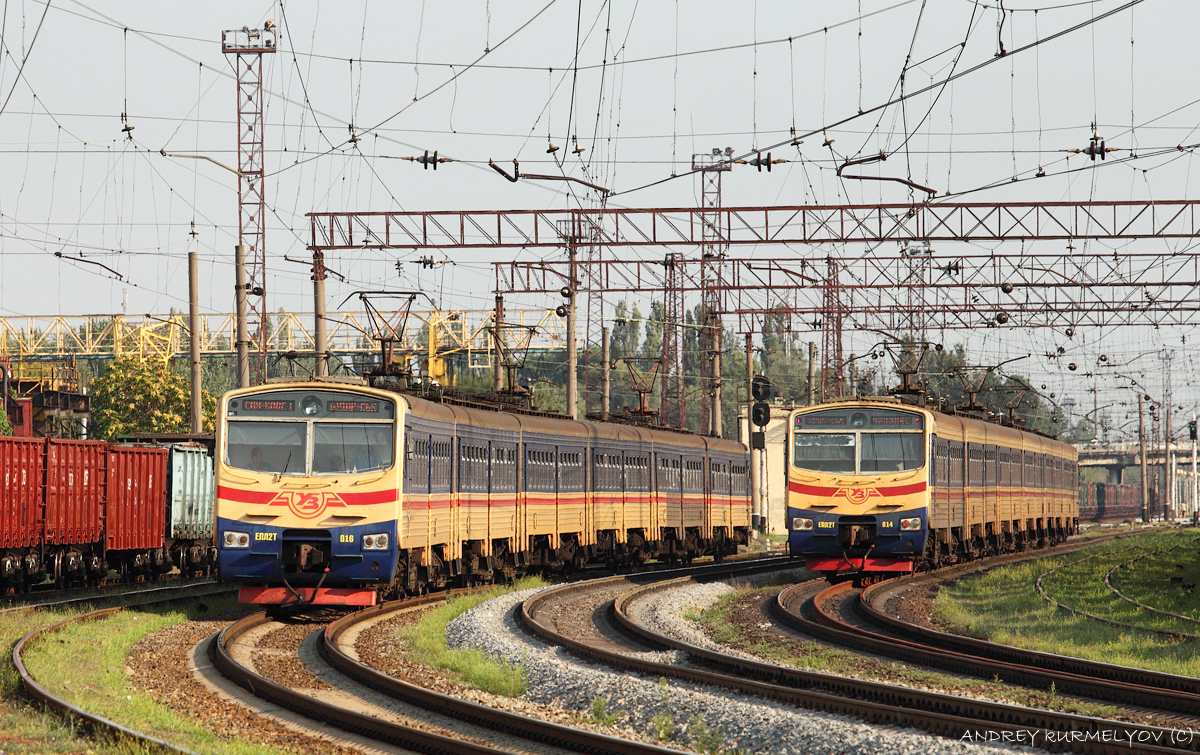
ЭПЛ2Т на ст.Нижнеднепровск
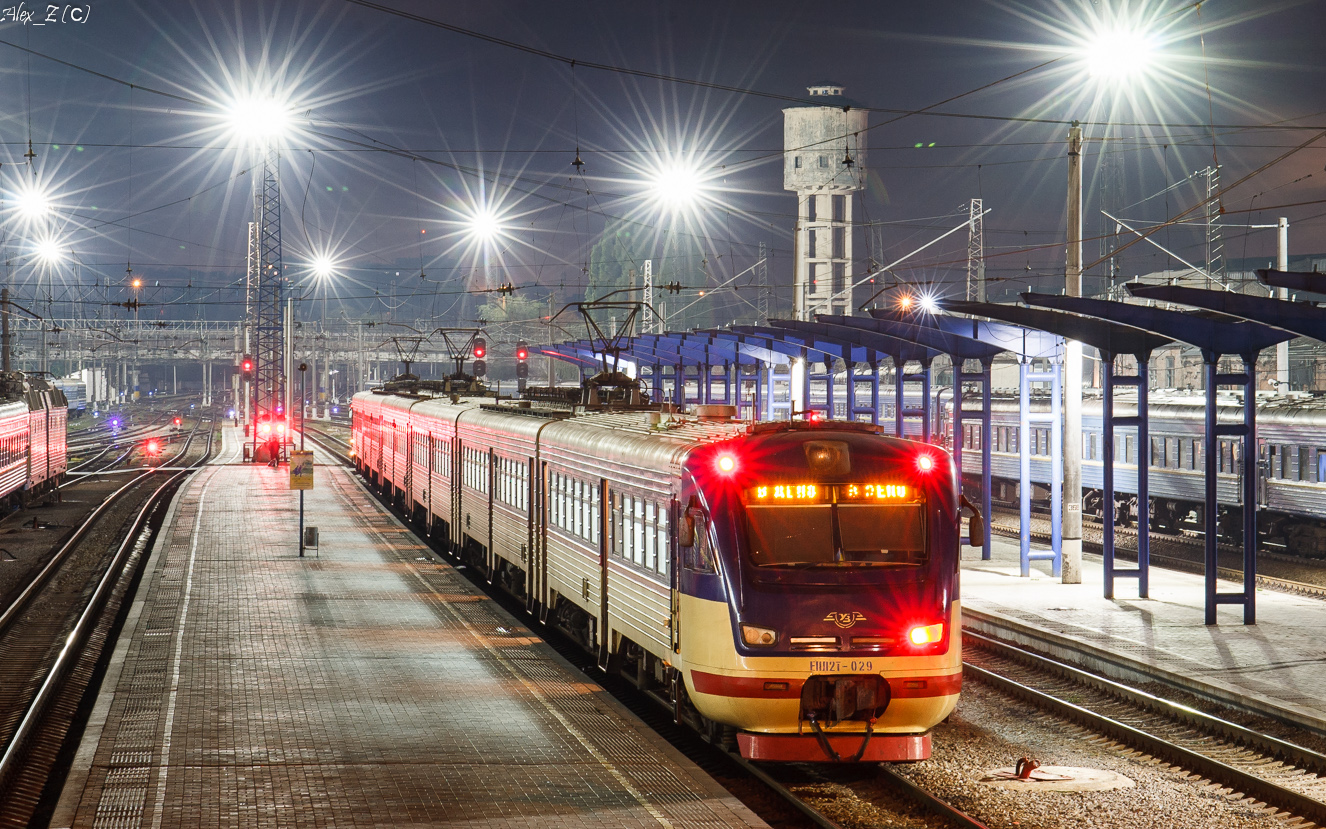
ЭПЛ2Т-029, станция Днепр-Главный

С началом вооружённого конфликта на востоке Украины все ЭПЛ2Т, приписанные к депо Ясиноватая Донецкой дороги, оказались на территории самопровозглашённой ДНР, где и работают в настоящее время.